# Moritz Bauer (Musiker)
Moritz Max Bauer (geboren 8. April 1875 in Hamburg; gestorben 31. Dezember 1932 in Frankfurt am Main) war ein deutscher Mediziner, Musikwissenschaftler und Komponist.

## Leben
Moritz Bauer war der Sohn des Hamburger Kaufmanns Moses Max Bauer. Seine Mutter war Clara Elisabeth Bauer, geborene van Praag, die aus  den Niederlanden stammte und Bauers zweite Ehefrau war. Die Familie gehörte der jüdischen Gemeinde an. Moritz Bauer besuchte das Wilhelm-Gymnasium, wo er zu Michaelis 1893 das Reifezeugnis erhielt. Anschließend studierte er Medizin in München, Straßburg und in Freiburg. 1900 wurde er in Freiburg zum Dr. med. promoviert. Anschließend studierte er am Leipziger Konservatorium bei Hermann Kretzschmar Musikwissenschaften. In Zürich erfolgte seine zweite Promotion zum Dr. phil. Anschließend absolvierte er eine Ausbildung an Dr. Hoch’s Konservatorium in Frankfurt am Main. Iwan Knorr bildete ihn in Musiktheorie aus, Siegmund von Hausegger in Dirigieren.
Nach dem Staatsexamen diente er ein Jahr lang als Militärarzt. Von 1906 bis 1926 war er Lehrer am Hoch’schen Konservatorium. In dieser Zeit leitete er außerdem das Klavierpädagogische Institut in Frankfurt. 1914 habilitierte er sich. Er erhielt ein Extraordinariat für Musikwissenschaften an der Frankfurter Akademie für Sozial- und Handelswissenschaften, einem Vorgänger Institut der Johann Wolfgang Goethe-Universität Frankfurt am Main. Im Ersten Weltkrieg diente er 1914–1916 als Militärarzt. Ab 1923 wurde er Universitätsmusikdirektor und Leiter des Frankfurter Collegium musicum. Er begründete das musikwissenschaftliche Institut der Universität. Bauer war viele Jahre Vorsitzender der Frankfurter Bachgemeinde.
Bauer war seit 1904 mit Johanne Adeline Meißner (1876–1907) verheiratet. Ihr gemeinsamer Sohn Klaus Jürgen Bauer (1905–1937) wurde Physiker und Komponist.

## Werke

### Musikwissenschaftliche Schriften
- Die Lieder Franz Schuberts. Leipzig 1915.
- Iwan Knorr. Ein Gedenkblatt. Frankfurt am Main 1916.
- Einleitende Worte zur Schubertfeier der Universität Frankfurt am 27.11.1928. Frankfurt am Main 1928.
- Franz Schubert und die Ballade. Festvortrag vor der Ortsgruppe Ffm der Deutschen Musikgesellschaft und der Frankfurter Gesellschaft der Goethe-Freunde am 09.12.1928 im Frankfurter Hof.
- Gedächtnisrede gehalten anlässlich des 100-jährigen Geburtstages von Felix Mendelssohn-Bartholdy, Frankfurt am Main 1909.
- Zur Form in den sinfonischen Werken Anton Bruckners, in: Festschrift Hermann Kretzschmar zum 70. Geburtstag, 1918. S. 12–14.

### Kompositionen
- Zwei Lieder für tiefe Stimme mit Begleitung des Pianoforte (op 1.). München 1900.
- Sechs Lieder von Theodor Storm für eine mittlere Stimme mit Begleitung des Pianoforte (op. 2). München 1900.
- 28. Psalm „Wenn ich rufe zu Dir, Herr, mein Gott“ für dreistimmigen Frauenchor, Sopran-Solo mit Begleitung der Orgel und des Pianoforte (op. 3). Leipzig 1903.
- Sieben Lieder für eine mittlere Singstimme mit Pianoforte-Begleitung (op. 4). Leipzig 1905.